# Love (série télévisée)
Pour les articles homonymes, voir Love.
Love est une série télévisée américaine en 34 épisodes d'environ 30 minutes créée par Judd Apatow, Paul Rust et Lesley Arfin, diffusée entre le 19 février 2016 et le 9 mars 2018 sur Netflix, incluant les pays francophones.

## Synopsis
À Los Angeles, deux trentenaires, Gus, professeur particulier sur le tournage d'une série télévisée et Mickey, programmatrice dans une radio par satellite, ressortent chacun d'une relation difficile. Leur rencontre va être mouvementée.

## Distribution

### Acteurs principaux
- Gillian Jacobs (VFB : Marcha Van Boven) : Mickey Dobbs
- Paul Rust (VFB : Grégory Praet) : Gus Cruikshank
- Claudia O'Doherty (en) (VFB : Sophie Frison (saison 1) ; Ludivine Deworst (saison 2)) : Bertie Bauer
- Chris Witaske (en) (VFB : Brieuc Lemaire) : Chris Czajkowski (récurrent saisons 1 et 2[2])

### Acteurs récurrents
- Brett Gelman (VFB : Franck Dacquin) : Dr Greg Colter
- John Ross Bowie : Rob
- Dave Allen : Allan
- Steve Bannos : Frank
- Tracie Thoms (VFB : Monia Douieb) : Susan Cheryl
- Seth Morris (VFB : Nicolas Ossowski) : Evan
- Chantal Claret : Shaun
- Briga Heelan (VF : Lorette Goose) : Heidi McAuliffe
- David King (VFB : Alain Eloy) : Wyatt
- Alexandra Rushfield (VFB : Annaïg Bouguet) : Ali
- Milana Vayntrub (VFB : Mélanie Dambermont) : Natalie
- Iris Apatow (VFB : Laetitia Liénart) : Aria
- Charlyne Yi (VFB : Marie du Bled) : Cori
- Kyle Kinane (en) (VFB : Martin Spinhayer) : Eric
- Kerri Kenney (VFB : Bernadette Mouzon) : Syd
- Jordan Rock (VFB : Alexandre Crépet) : Kevin
- Daniel Stern : Marty Dobbs
- Rich Sommer (en) (VFB : Benoît Van Dorslaer) : Dustin
- Lisa Darr (VFB : Myriam Thyrion) : Diane
- Andy Dick (VFB : Alessandro Bevilacqua) : Andy
- Bobby Lee (en) (VFB : Gaëtan Wenders) : Truman

Version française
- Studio de doublage : Sonicfilm (saison 1), Deluxe Media Paris/Sonicfilm (saisons 2 et 3)
- Adaptation : Aurélie Cornet, Sabine Kremer, Emilie Pannetier, Gaëlle Kannengiesser, Margaux Didier
- Direction artistique : Manuela Servais (saison 1), Frédéric Meaux (saisons 2 et 3)

Source VF : Doublage Séries Database

## Production
Le 15 décembre 2017, Netflix annonce que la troisième saison sera la dernière.

## Épisodes

### Première saison (2016)
Tous les épisodes ont été mis en ligne le 19 février 2016.
| #  | Titre                                      | Réalisation       | Scénario                                   |
| -- | ------------------------------------------ | ----------------- | ------------------------------------------ |
| 01 | Nouveaux départs It Begins                 | Dean Holland      | Judd Apatow, Lesley Arfin et Paul Rust     |
| 02 | Longue journée One Long Day                | Dean Holland      | Lesley Arfin, Paul Rust et Brent Forrester |
| 03 | Épreuves Tested                            | John Slattery     | Judd Apatow et Paul Rust                   |
| 04 | Party dans les collines Party in the Hills | John Slattery     | Alexandra Rushfield                        |
| 05 | Le Rendez-vous The Date                    | Maggie Carey (en) | Judd Apatow et Paul Rust                   |
| 06 | Andy                                       | Joe Swanberg      | Dave King                                  |
| 07 | Magique Magic                              | Steve Buscemi     | Lesley Arfin                               |
| 08 | La Chanson de générique Closing Title Song | Michael Showalter | Ali Waller                                 |
| 09 | La Lecture de groupe The Table Read        | Dean Holland      | Brent Forrester                            |
| 10 | La Fin du début The End of the Beginning   | Dean Holland      | Judd Apatow, Lesley Arfin et Paul Rust     |

### Deuxième saison (2017)
Une deuxième saison de douze épisodes a été commandée en même temps que la première. La saison a été mise en ligne le 10 mars 2017.
| #  | Titre                                          | Réalisation       | Scénario                               |
| -- | ---------------------------------------------- | ----------------- | -------------------------------------- |
| 01 | Le Couvre-feu On Lockdown                      | Dean Holland      | Judd Apatow, Lesley Arfin et Paul Rust |
| 02 | Soirée entre amis Friends Night Out            | Dean Holland      | Brent Forrester et Alexandra Rushfield |
| 03 | Pendant que tu dormais While You Were Sleeping | Maggie Carey (en) | Dave King                              |
| 04 | Les Champignons magiques Shrooms               | Maggie Carey      | Dave King et Paul Rust                 |
| 05 | Une journée A Day                              | Lynn Shelton      | Mason Flink                            |
| 06 | Pause forcée Forced Hiatus                     | John Slattery     | Rebecca Addelman (en)                  |
| 07 | Super soirée The Work Party                    | Brent Forrester   | Brent Forrester et Alexandra Rushfield |
| 08 | Marty Dobbs                                    | Lynn Shelton      | Rebecca Addelman et Ali Waller         |
| 09 | Comme à la maison Housesitting                 | Dean Holland      | Judd Apatow et Paul Rust               |
| 10 | 24 jours Liberty Down                          | Dean Holland      | Dave King & Ali Waller                 |
| 11 | Longue distance The Long D                     | Joe Swanberg      | Brent Forrester et Ali Rushfield       |
| 12 | Cas désespérés Back in Town                    | Joe Swanberg      | Judd Apatow et Paul Rust               |

### Troisième saison (2018)
Le 8 février 2017, la série est renouvelée pour une troisième saison, qui sera la dernière. Elle a été mise en ligne le 9 mars 2018.
| #  | Titre                                                  | Réalisation       | Scénario                                         |
| -- | ------------------------------------------------------ | ----------------- | ------------------------------------------------ |
| 01 | Une fin de semaine à Palm Springs Palm Springs Getaway | Michael Showalter | Judd Apatow & Dave King & Paul Rust              |
| 02 | Les Gagnants et les perdants Winners and Losers        | Michael Showalter | Judd Apatow & Paul Rust                          |
| 03 | Arya et Greg Arya and Greg                             | Judd Apatow       | Judd Apatow & Brent Forrester & Rebecca Addelman |
| 04 | Je suis malade I'm Sick                                | Alex Karpovsky    | Max Brockman & Jason Kim                         |
| 05 | L'Anniversaire de Bertie Bertie's Birthday             | Janicza Bravo     | Alexandra Rushfield & Ali Waller                 |
| 06 | Le Réalisateur Directing                               | Ryan McFaul       | Max Brockman & Alexandra Rushfield               |
| 07 | Sarah, de l'université Sarah from College              | Michael Lewen     | Judd Apatow & Paul Rust                          |
| 08 | Le Spectacle de cascades Stunt Show                    | Ryan McFaul       | Dave King & Ali Waller                           |
| 09 | Tu es ma Gran Torino You're my Grand Torino            | Lynn Shelton      | Max Brockman & Ali Waller                        |
| 10 | Les Cruikshank The Cruikshanks                         | Nisha Ganatra     | Brent Forrester & Paul Rust                      |
| 11 | La Fête Anniversary Party                              | Nisha Ganatra     | Alexandra Rushfield & Paul Rust                  |
| 12 | Catalina                                               | Lynn Shelton      | Judd Apatow & Dave King & Paul Rust              |